# Estação Moctezuma
A Estação Moctezuma é uma das estações do Metrô da Cidade do México, situada na Cidade do México, entre a Estação Balbuena e a Estação San Lázaro. Administrada pelo Sistema de Transporte Colectivo, faz parte da Linha 1.
Foi inaugurada em 4 de setembro de 1969. Localiza-se no cruzamento da Rua José Jasso com a Estrada Ignacio Zaragoza. Atende os bairros Jardín Balbuena e Moctezuma 1ª sección, situados na demarcação territorial de Venustiano Carranza. A estação registrou um movimento de 8.547.315 passageiros em 2016.